# Malady
A Malady 2004-ben alakult rockzenekar. 

## Története
2003 elején a Pg. 99 feloszlott, több mint 5 évi működés, 14 kiadott lemez és 13 országban több mint 400 fellépést tudhatnak maguk után, de pár hónappal később testvérzenekara, az ugyancsak legendás City of Caterpillar is megszűnt létezni és sok méltó zenei formációkat hagytak maguk után, és alakítanak extagjaik a mai napig.
Ebből az egyiket 2004 februárjában Chris Taylor, Jeff Kane, Johnny Ward, Jonathan Moore és Kevin Longendyke alakították meg Malady néven. A projekt létrejöttét az ösztönözte, hogy olyan érdekes zenét készítsenek, amiben ötvözik a grind, punk, screamo, garage, indie rock tapasztalataikat valamint zenéjükre nagy hatással lévő együttesek, mint pl.: Blonde Redhead, Pavement, Guns N’ Roses és a Nirvana zenéjét.
Az ötös minden nap találkozott és teljesen belemerültek a kreativitás és az új ötletek özönébe. Ennek eredménye képen alig négy hónap alatt megírtak 8 teljes számot és fel is vették a házi stúdiójukban és ezzel a nagylemezükkel debütáltak. A lemezt 2004 tavaszán vették fel és még ez év őszén a Level-Plane kiadó gondozásában jelent meg CD-n és bakeliten.
2004 őszén nekifogtak az első amerikai turnéjukhoz és 2005 januárjában egy-két hetes keleti parti és közép déli turnéjuk volt a legendás japán Envy zenekarral.
Ez a formáció csak erre az egy lemezre és erre az 1-2 évre létezett, de tagjaik újabb fenomenális zenekarokkal ajándékoztak meg, mivel Jeff, Jonathan és Kevin megalapította a 2007-ben debütáló Verse En Coma-t és Chris és Johnny viszont a Pygmy Lush-t, amelynek első lemeze 2007-ben jelent meg.

## Tagok
- Chris Taylor: vokál (további zenekarai: Mannequin; Pg. 99; Pygmy Lush; Agoraphobic Nosebleed 2003 lemezén segédkezett)
- Kevin Longendyke: basszusgitár (további zenekarai: City Of Caterpillar; Haram; Pg. 99; Verse En Coma)
- Johnny Ward: dob (további zenekarai: Pg. 99; Pygmy Lush; City Of Caterpillar-kisegítő)
- Jonathan Moore: gitár (további zenekara: Pg. 99; Verse En Coma)
- Jeff Kane: gitár (további zenekarai: City Of Caterpillar; Haram; Verse En Coma)

## Diszkográfia
"self-titled" CD/LP (level-plane records; 2004; nyomási info: 300 barack színben, és a többi fekete lemez)